# Patriziat (München)
Die Münchner Patriziergeschlechter waren wohlhabende Familien, die im Mittelalter in der Stadtpolitik Münchens eine hervorragende Stellung innehatten. Mitglieder dieser Patrizierfamilien waren oft über zahlreiche Generationen hinweg im Inneren oder Äußeren Rat der Stadt vertreten.

## Geschichte
München war im Mittelalter keine freie Reichsstadt, sondern immer einem Stadtherren unterstellt. Das war zunächst ihr Gründer, Heinrich der Löwe, aus dem Geschlecht der Welfen. 1180 fiel München an den Bischof von Freising. In der ersten Hälfte des 13. Jahrhunderts konnten sich die bayerischen Herzöge aus dem Haus Wittelsbach in der Stadtherrschaft gegenüber dem Freisinger Bischof durchsetzen. Sie waren bis zur Bildung eigenständiger politischer Gemeinden durch das Gemeindeedikt von 1818 die Stadtherren Münchens.
Der Stadtherr übte seine Herrschaft über einen Stadtrichter aus. 1239 urkundet der Stadtrichter erstmals mit den Bürgern Münchens gemeinsam (Iordanus iudex universique in Monaco cives), 1286 werden erstmals Räte der Stadt München namentlich genannt (consules civitatis Monacensis). Ab ca. 1300 ist der Münchner Stadtrat in einen Inneren und einen Äußeren Rat unterteilt. Sowohl in dem Inneren als auch in dem Äußeren Rat spielten die Münchner Patriziergeschlechter die wesentliche Rolle.
Das Münchner Bürgerrecht wurden in der Frühen Neuzeit von vielen Münchner Patriziergeschlechtern aufgegeben, um die Ebenbürtigkeit mit dem Adel nicht zu verlieren. Viele Patrizier traten auch in den Hofdienst ein. Drei alte Münchner Patrizierfamilien (Ligsalz, Barth, Ridler) erreichten schließlich 1628 die Gleichstellung mit dem Adel in der Kleiderordnung.
Die fortschreitende Abnahme der Geschlechter führte um 1600 zu Engpässen bei der Besetzung der sechs Sitze des Patriziats im Äußeren Rat. Von den zwölf Inneren Räten stellten 1606 je drei die Familien Barth und Ligsalz, 1636 vier die Ligsalz und zwei die Hörl, dazu die Hörl noch einen Äußeren Rat. Der Ratssitz war mittlerweile lebenslänglich und nahezu erblich, die Ratswahl eine Formsache. Der Einfluss der Landesherren wurde ebenfalls immer größer. Dies zeigt sich u. a. daran, dass der Kurfürst 1672 erstmals ein erbliches Patriziatsdiplom verlieh. Die Aufnahme in den Inneren Rat war demnach Sache des Landesherrn und nicht der Stadt. Von 1635 bis 1790 hatten insgesamt zwölf Innere-Rats-Familien nicht einmal mehr ein Haus in der Stadt.
Eine Rechtfertigungsschrift des Magistrats der Stadt München vom 28. Juli 1790 mit einem Angriff auf die „verfehlte Regierungspolitik des Landesherrn“ führte zur sofortigen Absetzung des gesamten „Inneren“ und „Äußeren Rats“. Kurfürst Karl Theodor ließ die Räte vor eine „kurfürstliche Spezialkommission“ bringen und einzeln verhören. Die Geschäfte der Stadt führte zeitweise eine „kurfürstliche Stadtadministrationskommission“. 1791 regelte Karl Theodor die „Ratswahlordnung“ neu. Ein von den Zünften gewähltes Gremium von 36 „Ausschüssern“ sollte als Repräsentanten der gesamten Stadtgemeinde den „Äußeren Rat“ und mit diesem gemeinsam den „Inneren Rat“ jährlich komplett neu wählen. Die Münchner Patriziergeschlechter spielten somit formal keine Rolle mehr bei der Besetzung des Stadtrats.

## Familien

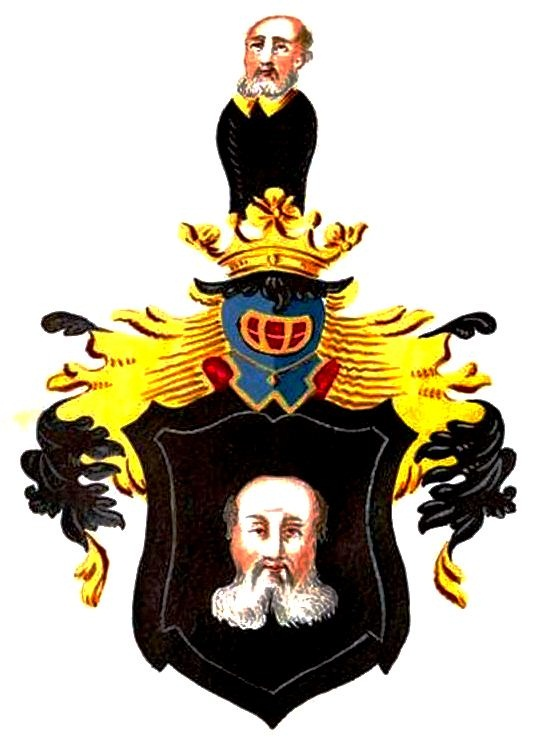
Wappen der Barth

### Barth
- Andere Schreibweise: Part
- Erste urkundliche Erwähnung: In München um 1272, als ein Ludwig Barth mit zwei weiteren Vertretern der Bürgerschaft nach Rom reiste. Im Jahr 1596 als Barth zu Harmating in den Adelsstand erhoben. Sie starben mit dem bayerischen Generalmajor a. D. Hugo von Barth zu Harmating 1935 im Mannesstamm aus. Die Barth zu Kempfenhausen waren bereits 1623 erloschen.
- Wappen: Das redende Wappen zeigt auf schwarzem Grund einen glatzköpfigen bärtigen Mannskopf. Auf dem Helm mit schwarz-goldenen (oder schwarz-silbernen) Decken ein schwarz-gekleideter Mannsrumpf mit (goldenem Kragen und) Kopf wie im Schild.[1]

### Hörl
- Andere Schreibweise: Hoerl
- Erste urkundliche Erwähnung: Ende des 15. Jahrhunderts, als Konrad Hörl († 1510) nach München kam. Als Hörl von Wattersdorf 1536 geadelt, 1766 in den Freiherren-, 1773 oder 1792 in den Grafenstand erhoben; 1832 erloschen.
- Wappen: Der Schild waagrecht geteilt, die obere Hälfte eine schwarze gestürzte Spitze mit goldenem Widderkopf, die untere Hälfte schwarz mit einem goldenen Balken.[2]

### Ligsalz
- Andere Schreibweisen: Liegsalz
- Erste urkundliche Erwähnung: ca. 1272, Conrad Ligsalz reist mit zwei weiteren Vertretern der Bürgerschaft nach Rom wegen der Teilung Münchens in zwei Pfarreien. Bereits 1469 war die Hofmark Ascholding im Besitz der Familie. Andreas Ligsalz trieben  Anleihen an die Stadt Antwerpen, die Statthalterin der Niederlande und die Könige von Spanien, England und Frankreich 1561 letztlich in den Konkurs. Die Familie Ligsalz erholte sich jedoch und wurde 1583 geadelt. 1739 stirbt mit Ferdinand Freiherr von Ligsalz zu Ascholding der letzte Namensträger.[3]
- Wappen: Es zeigt in Rot einen silbernen Schrägbalken, darauf ein schräggelegter schwarzer Pfeil. Die Ligsalz führen denselben Wappenschild wie die ebenfalls aus dem Münchner Patriziat stammenden Geschlechter Ridler und Schrenck, aber mit unterschiedlicher Helmzier. Ob sie auch einen gemeinsamen Ursprung haben, ist jedoch nicht geklärt. Einer Überlieferung nach soll die Wappengenossenschaft durch einen alten Schrenck gekommen sein, der seine beiden Töchter mit einem Ridler und einem Ligsalz verheiratete.[4]

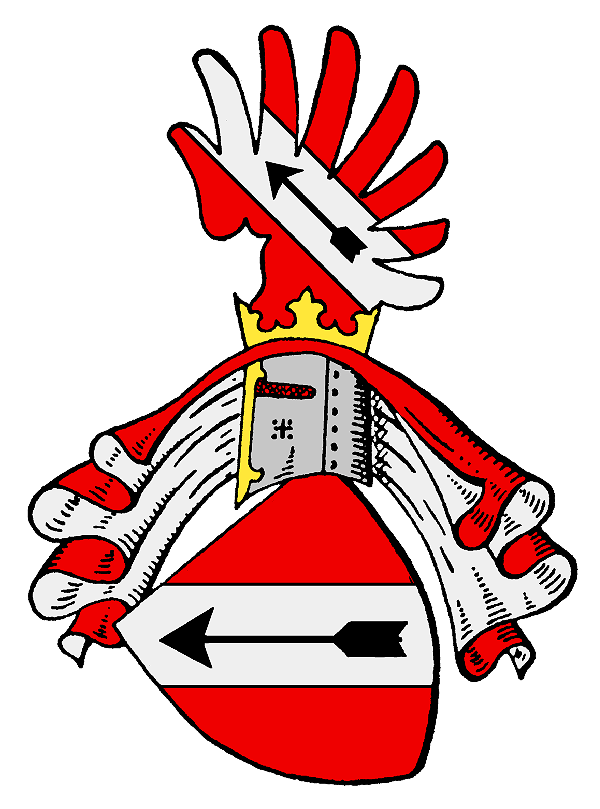
Wappen der Ligsalz, Ridler und der Schrenck von Notzing

### Rabenegger
- Andere Schreibweisen: Rabenekke, Rabeneck, Raven(s)ich, Rabeneck(h)er, Rappenegger, Rappenecker
- Erste urkundliche Erwähnungen: 1217 bis 1286 als Lehensnehmer der Burg Ebertshausen am Tegernsee[5] und 1242 mit Ulrich Rabeneker, Bürger zu München.[6] 1257 mit Chunrad und Siboto de Rabenekke, 1261 mit Nentwich von Rabeneke (Kleriker) und 1276 mit Heinrich von Rabenec, allesamt Bürger zu Bamberg (als Urkundenzeugen)[7], 1305 mit Johann und Brunwart Rabenecker in Bamberg[8], 1309 mit Heinrich Rabenegger Rats- und Hochherr in München und Ulrich Chorherr zu Freising[9], 1328 mit Kunigunde von Rabeneck, Äbtissin zu St. Theodor in Bamberg, 1350 mit Petrus Rabenecker in Bamberg, 1375  mit Albrethen (Albrecht) Rabenecker von Babenberg (Steuereinnehmer in Bamberg) und seiner Frau Clara sowie den Brüdern Heinrich, Hanns und Gunther daselbst[10], 1380 Margarethe als Äbtissin der Klarissen zu Nürnberg[11], 1392 als Kanzler der Markgrafen von Baden[12], 1377 bis 1409 als Stuhlherren von Syenbecke, 1410 mit Abeke (Albrecht) d. Ä. Raven(s)ich und Sohn Johannes in Umlo (Bielefeld)[13],1520 mit Johann Rabeneck (Apotheker) von Bielefeld nach Annaberg (Sachsen)[14], 1559 Gilg Rabeneck(h)er de Holevelt (Hollfeld) – mit verwandter Seitenlinie in Regensburg – hinterlässt Sohn Johann[15], 1570  Egidi Rabenegger am Hofe Kaiser Maximilians beim Reichstag zu Speyer als Gehülf des Edelknaben Hofmeisters[16]
- Linien: die Rabenecker von Hirschaid und Tüchersfelt zu Babenberg gt. Rabenecker von Babenberg mit Zweigen in Franken (Rabeneck(h)er von Holevelt zu Regensburg und Rabenecker gt. Kammermeister von Stegaurach zu Nürnberg) und Westfalen (Raven(s)(e)ick von Syenbecke zu Ummeln gt. Rabeneck) – später auch in Russland als erbliche Ehrenbürger der russischen Krone und Ritter des Ordens vom Hl. Wladimir zu Marfino auf Niederheimbach-Hohneck[17], Aspach[18] und Gößweinstein[19] und die Rabenecker von Ebertshausen zu Munichen gt. Rabenegger, sitzend in der Hofmark Rabeneck zu Waldhausen, Lappach, Oberornau und Westach[20], mit Zweigen in Österreich[21] und Baden als Rappenegger gt. Rappenherre von Wyl und Phorzhaim zu Amtenhausen und Rappenecker zu Frauenstein – allesamt aus der Ministerialität ins Patriziat und Bürgertum ehrbarer Geschlechter übergegangene Seitenlinien der Rabensteiner zu Rabenstein, Rabeneck, Kirchahorn, Adlitz, Christanz und Weiher, stammend von Rabeneck, Landgericht Hollfeld (Bistum Bamberg), bis heute fortblühend
- Wappen: In Gold schwarzer, rot bewehrter Rabe mit gespreizten Schwingen über silbernem Dreiberg. Wappenzier: Schwarzer, rot bewehrter  Rabe mit gespreizten Schwingen über Rabenhorst mit Jungen[22]
- Sitz in München: „Das (innere) Rabeneck“, Standort der heutigen Rosenapotheke (Ecke Rindermarkt/Rosenstrasse)[23]

### Ridler
- Andere Schreibweisen: Riedler
- Erste urkundliche Erwähnung: 1295, keine direkte Erwähnung in einer Urkunde dieses Jahres, sondern Angabe als Gründungsjahr des Ridler-Seelhauses durch Heinrich I. Ridler in einer Urkunde von 1497. Die Ridler waren bis ins 18. Jahrhundert im Münchner Stadtrat vertreten.
- Wappen: Es zeigt in Rot einen silbernen Schrägbalken, darauf ein schräggelegter schwarzer Pfeil.

### Schrenck
- Andere Schreibweisen: Schrench, Schrenk,
- Erste urkundliche Erwähnung: 1269 in einer Urkunde des Klosters Scheyern, 1295 ist Berchtold Schrenck als Mitglied des Rats von München genannt
- Linien: Schrenck von Notzing und Schrenck von Egmating
- Wappen: Es zeigt in Rot einen silbernen Schrägbalken, darauf ein schräggelegter schwarzer Pfeil.

### Weitere Patriziergeschlechter
Weitere in München lebende Patriziergeschlechter waren:
- Altmann, um 1360 Ratsmitglieder
- Aresinger, bekannt durch das Aresinger-Epitaph von Erasmus Grasser
- Dichtl, andere Schreibweise: Tichtel, als  Dichtl von Dutzing/Tutzing gehörte ihnen neben der Hofmark Tutzing von 1560 bis 1614 auch die Hofmark Gauting
- Diener, andere Schreibweisen: Dyener, Dinaer, Diner, 1315 erstmals als Stadtoberrichter erwähnt
- Donnersberger, aus Österreich stammend, seit 1556 im Äußeren Rat
- Drächsel, andere Schreibweise: Drechsel, bereits 1269 erwähnt
- Eßwurm, später zu Ottenhofen, im Äußeren Rat seit 1459, nie im Inneren Rat, aber ab 1501 Stadtunterrichter, ein anderer im 16. Jahrhundert hzgl. Münzkämmerer zu Aichach
- Freimanner, bereits 1253 erwähnt
- Gollier, 1269 erstmals urkundlich erwähnt, vermutlich 1318 erloschen
- Hundertpfundt, 1310 urkundlich erwähnt
- Impler, verwickelt in den sogenannten „Impleraufstand“ 1384/85
- Kauferinger, andere Schreibweisen: Kaufringer, Kaufinger
- Katzmair, im Äußeren Rat seit 1318, Aussterben im Mannesstamm 1533
- Ottenhofer[24]
- Pötschner, Aussterben im Mannesstamm 1541
- Pütrich, andere Schreibweisen: Püttrich, Pütterich, seit 1189 erwähnt
- Reitmor, später zu Deutenhofen und Pasing, in München nachweisbar seit 1462, erst seit 1524 im Äußeren und erst seit 1562 im Inneren Rat
- Rosenbusch, später zu Possenhofen, Notzing usw., waren vermutlich fränkische Ministeriale, mit Hans Rosenbusch seit 1411 als Stadtwund- und hzgl. Leibarzt, dann Stadtschreiber in München, 1484 im Äußeren und ab 1500 im Inneren Rat
- Rudolf, bereits 1237 erwähnt
- Rushaimer
- Scharfzant
- Schluder, seit 1271 erwähnt
- Sentlinger, andere Schreibweisen: Sentilinger, Sendlinger, seit ca. 1170, Aussterben im Mannesstamm 1475
- Tömlinger, Aussterben im Mannesstamm 1475
- Tulbeck, Aussterben im Mannesstamm 1476
- Weiler, später zu Garatshausen, seit 1489 im Rat
- Wilbrecht, Aussterben im Mannesstamm 1526/48
- Zech, ab 1699 Stadtunterrichter, 1745 in den Ritterstand/Freiherrenstand, 1773 in den Reichsgrafenstand erhoben[25][26]